# École Medersa Tarlimoul Islam
 (septembre 2013).
Si vous disposez d'ouvrages ou d'articles de référence ou si vous connaissez des sites web de qualité traitant du thème abordé ici, merci de compléter l'article en donnant les références utiles à sa vérifiabilité et en les liant à la section « Notes et références ».
L'École Medersa est une école primaire privée musulmane de la ville de Saint-Denis, à l'île de la Réunion.
Elle est située au 99 rue Juliette Dodu, au centre-ville, non loin de la mosquée Noor al Islam.
Fondée en 1947, il s'agit de la première et seule école musulmane française de l'île, sous contrat d'association avec l'État.
La partie religieuse a une entité propre à elle-même sous le nom de « Madrassah Tarlimoul Islam » signifie « École de l'Enseignement de l'Islam » en langue arabe.

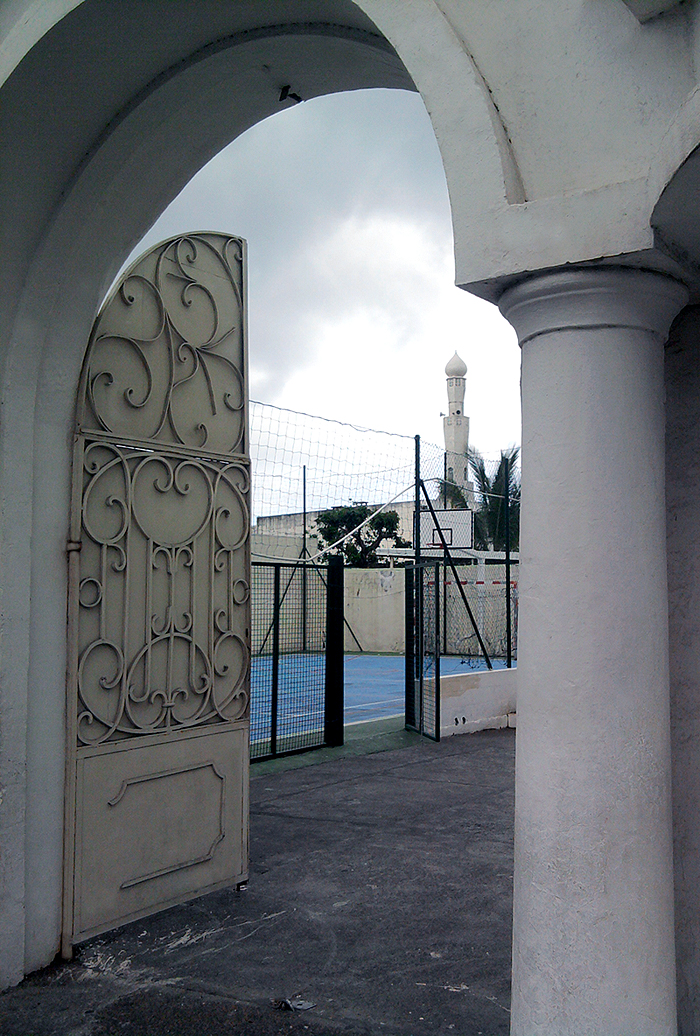
Entrée de l'École Medersa Taalimoul Islam

## Création
La maison qui tenait lieu de madrassah au 101 rue Juliette Dodu s'étant effondrée en 1945 après le passage d'un cyclone, il s'est avéré primordial pour la communauté de la remplacer.
C'est ainsi que la Madrassah Tarlimoul Islam voit le jour en 1947, sur un terrain gracieusement offert par une famille musulmane.
Cette structure fut parmi l'une des premières de l'île à prendre un caractère officiel d'institut d'apprentissage théologique. Au départ, les parties française et religieuse se répartissaient les heures.
Après la départementalisation et la permission accordée à l'État de subventionner les écoles privées ayant signé un contrat d'association avec l'Éducation Nationale grâce à la loi Barangé du 28 septembre 1951, les dirigeants vont s'orienter vers un partenariat avec l'État.
Un contrat simple sera ainsi signé entre la Medersa Tarlimoul Islam et l'État, le 10 février 1970, avant d'être remplacé, le 1er septembre 1990, par un contrat d'association à l'enseignement public. Cette décision fut prise par le conseil d'administration de l'A.I.S.S.D (Association Islam Sourti Sounate Djamatte) dont le président de l'époque était Sulliman Dindar.
Ainsi l'école franco-musulmane devient dans l'appellation courante "l'école Medersa". De maternelle elle deviendra une école primaire. Son effectif, bien qu'essentiellement composé d'enfants de la communauté, s'enrichit au fil du temps, d'autres composantes de la population réunionnaise. Plus qu'un devoir par rapport à la loi Debré du 31 décembre 1959, (stipulant que les établissements sous contrat se doivent d'accueillir tout élève, « sans distinction d'origine, d'opinion ou de croyance [...] dans le respect total de la liberté de conscience. »), l'école veut s'inscrire dans le paysage des écoles privées de l'île au même titre que les écoles privées catholiques.
L'A.I.S.S.D. s'occupera de la gestion de l'école jusqu'en 2010, où ce rôle est repris par l'A.G.E.M (Association Gestion École Medersa).

## Composantes
Par le contrat d'association avec l'État, la Medersa au même titre que les écoles privées catholiques, respecte les règles de l'Éducation Nationale (programmes,horaires, etc.). L'enseignement est de ce fait semblable à celui des établissements publics, et la réintégration des élèves dans un cursus public (déménagement ou collège) se fait sans aucun problème.
De son côté, l'État rémunère les enseignants. La commune de Saint-Denis, conformément à la loi, verse à l'école l'équivalent du coût moyen de scolarisation d'un élève du public. Les conseils général et régional participent à la réalisation de projets de classe.
À la différence des écoles catholiques, l' « heure religieuse » n'est pas effectuée par les professeurs de l'école.
Après les heures d'école, l'équipe pédagogique religieuse de la «  Taalimoul Islam » prend alors le relais, afin de dispenser l'enseignement religieux aux enfants musulmans (dont le contenu consiste : à l'apprentissage du Coran, la transmission des valeurs islamiques, l'initiation à l'étude du fiqh, la vie en société et dans le contexte réunionnais, etc.). Cette cohabitation entre une partie purement « scolaire » et une partie « théologique » fait la force de cette structure. Cette organisation est assez atypique à La Réunion.

## Les formations
École Medersa
- Petite Section
- Moyenne Section
- Grande Section
- Cours Préparatoire
- Cours Élémentaire 1re année
- Cours Élémentaire 2e année
- Cours Moyen 1re année
- Cours Moyen 2e année

Madrassah
La Madrassah (partie religieuse) propose des cours de :
- Découverte de l'Islam pour les tout petits
- Étude de la vie du Prophète à travers un dessin animé pour les enfants âgés de 6 ans
- Récitation et Mémorisation du Quraan
- Vivre le Quraan (Technique, Terminologie, Fondamentaux, Spiritualité...)
- Langue arabe
- Aqaide
- Seerat
- Masla
- HDA (Histoire, Duahs, Akhlaq)
- Étude de la vie des Prophètes
- Étude de la vie des Compagnons
- Découverte des autres religions